# Nowy Dwór Gdański (gromada)
Nowy Dwór Gdański – dawna gromada, czyli najmniejsza jednostka podziału terytorialnego Polskiej Rzeczypospolitej Ludowej w latach 1954–1972.
Gromady, z gromadzkimi radami narodowymi (GRN) jako organami władzy najniższego stopnia na wsi, funkcjonowały od reformy reorganizującej administrację wiejską przeprowadzonej jesienią 1954 do momentu ich zniesienia z dniem 1 stycznia 1973, tym samym wypierając organizację gminną w latach 1954–1972.
Gromadę Nowy Dwór Gdański z siedzibą GRN w mieście Nowym Dworze Gdańskim (nie wchodzącym w jej skład) utworzono 31 lipca 1968 w powiecie nowodworsko-gdańskim w woj. gdańskim z obszarów zniesionych gromad Marynowy i Lubieszewo; równocześnie do nowo utworzonej gromady Nowy Dwór Gdański włączono miejscowość Żelichowo z gromady Kmiecin oraz obszary Państwowych Gospodarstw Rolnych Cyganka i Cyganek z gromady Rybina w tymże powiecie.
Gromada przetrwała do końca 1972 roku, czyli do kolejnej reformy gminnej. 1 stycznia 1973 w powiecie nowodworsko-gdańskim reaktywowano zniesioną w 1954 roku gminę Nowy Dwór Gdański (obecnie gmina jest w powiecie nowodworskim w woj. pomorskim).